# ウクライナとロシアの関係
ウクライナとロシアの関係（ウクライナとロシアのかんけい、ウクライナ語: Українсько-російські відносини、ロシア語: Российско-украинские отношения）では、ウクライナとロシア連邦の関係について説明する。両国の関係は中世から続き、ソビエト連邦が崩壊するまでウクライナは傀儡政権・ウクライナ・ソビエト社会主義共和国としてソ連の構成国であった。2014年にはロシアがクリミアを併合。緊張状態が続き、2022年にはロシアがウクライナに侵攻した。

## 歴史
ウクライナとロシアの関係は、中世に遡る。9世紀にはウクライナの地を中心としたキエフ大公国（ルーシ）という国家が存在した。12世紀にその国家の北東部は分離し、モンゴル帝国のルーシ侵攻後にロシアの原型であるモスクワ大公国（ロシア・ツァーリ国）となった。ロシアはモンゴルに従属していたが、15世紀末に完全に独立した。一方、ウクライナは、キエフ大公国の滅亡後に、ハーリチ・ヴォルィーニ大公国（ルーシ王国）として存続したが、14世紀末にモンゴルに抵抗するための同盟国であったポーランドとリトアニアによって分割された。以後、ウクライナの諸侯とコサックは、ポーランドとリトアニアに従属し、東欧の支配をめぐるロシアとの戦いに参加した。
1648年に民族的・宗教的弾圧のためにウクライナ・コサックは、ポーランドからの独立戦争を起こし、ポーランドと戦うために1654年にロシアと同盟を結んだ。ロシアは戦争に介入したが、1667年にポーランドと単独講和し、アンドルソヴォ条約によりポーランドとのウクライナの分割を行った。コサック国家は分裂し、その東部はロシア帝国内における自治国として1787年までに存続した。18世紀末にロシアはシーチの廃止、ポーランド分割とクリミア汗国の併合を行ったことにより、西部を除いてウクライナの全領域を支配下に置いた。ウクライナの自治制が廃止されたものの、ウクライナ人の多くはロシア帝国の運営への参加が許された。ロシアはウクライナでロシア化という同化政策を進め、ウクライナ人のコサックと農民をコーカサス、シベリア、中央アジアと極東の植民地化に利用した。
1918年、ロシア革命後に、ウクライナ人はウクライナ人民共和国の独立を宣言したが、ロシアの赤軍に破れ、1922年にウクライナ・ソビエト社会主義共和国という傀儡政権としてソ連に取り込まれた。1920年代から1940年代にかけてロシアの共産党は、ウクライナの重工業化・集団農場化・共産化を行った。その結果ウクライナ的な生活様式と多くの文化財が崩壊され、1932年から1933年にホロドモールと呼ばれる人工的な大飢饉が起こった。1920年代には、ウクライナ人が多数派であった地域のスタヴロポリ地方、クラスノダール地方、スタロドゥーブなどをロシアに併合し、1954年にロシア人が多数派であったクリミアをウクライナに譲った。
1991年にソ連が崩壊し、8月24日にウクライナはソ連から独立を宣言した。12月5日にロシアはウクライナの独立を承認した。

### ソ連崩壊後
ソビエト連邦の崩壊以降、独立したウクライナとロシア連邦の関係は良好とはいえず、緊張状態が現在まで続いている。
✮ ウクライナは、ロシアとの独立国家共同体（CIS）の結成に関する条約に調印したが、ロシアが望むように正式に独立国家共同体憲章を承認していない。
✮ 両国の間にはソ連の財産継承をめぐる問題が未解決である。
✮ 1997年以後、クリミア半島のセヴァストポリ市内では、ロシアの黒海艦隊の基地が存在する。

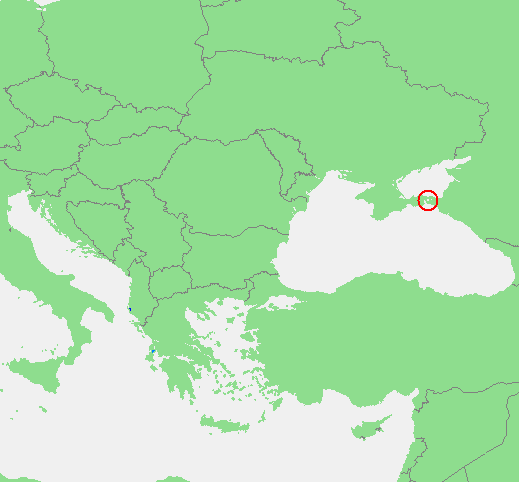
トゥーズラ島の位置

- 2003年9月30日に両国の間にはトゥーズラ島をめぐる国境問題が勃発した。問題は未解決のままである。なお、ソ連以来の両国の国境は存在するが、未だに正式に国境として両国によって決定されていない。
- 2004年にオレンジ革命の際、ウクライナ大統領選挙にロシアが介入したにも拘らず、親露派のヴィクトル・ヤヌコーヴィチ候補が敗北した。以後、5年にわたって両国の間にマスコミにおける情報戦が行われた。また、二つの「ガス紛争」（2005年 – 2006年、2008年 – 2009年）があった。
- 2008年にロシア・グルジア戦争の際、ウクライナはグルジア側を支援した。

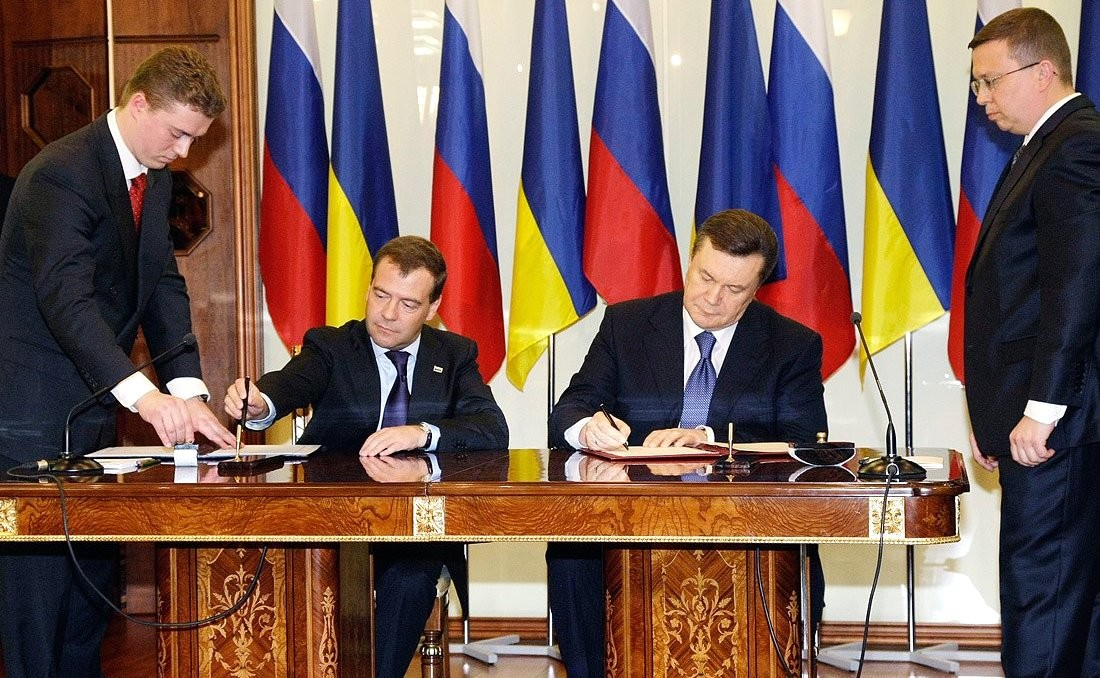
2010年のハルキウ条約

- 2010年4月21日に親露派のヤヌコーヴィチがウクライナ大統領となり、ハルキウ条約によってロシアとの関係の正常化をはかったが、ガスをめぐる問題は未解決のままである[2]。
- 2010年末に、ロシア政府はロシア国内におけるウクライナ人の最大の市民団体「ウクライナ文花自治体」を廃止し、モスクワにあった唯一のウクライナ文学図書館を「右派急進主義」のために廃館させた。
- 2011年に第三の「ガス紛争」。ウクライナによるロシアの企業ガスプロムへのガス料金未納問題。
- 2012年に「チーズ戦争」。ウクライナからロシアへの乳製品の輸出に関する問題。
- 2014年のウクライナ騒乱によるヤヌコーヴィチ政権の崩壊およびそれに伴い発生したクリミア危機（後述）。

- 2022年にはウクライナがNATO(北大西洋条約機構）に加盟をしようとしたがロシアが猛反対した。

その他に、ウクライナとロシアの間に、歴史認識の問題（ホロドモール、第二次世界大戦におけるウクライナ蜂起軍とNKVD〈KGB〉の評価の差異）、ウクライナ国内におけるロシア語の公用語化の問題、ロシア国内におけるウクライナ人のロシア化の問題、NATO・EU・関税同盟へのウクライナ加入の問題などが未解決のまま存在する。
2013年は、ウクライナの国内経済が低迷し、対露輸出が輸出額の約4分の1となり、ロシア依存を強めた。同年11月22日、欧州連合（EU）加盟への第一歩となる連合協定（AA）締結に関する作業を停止すると発表した。12月17日、モスクワで宇露首脳会談が開催され、EU接近を踏みとどまったウクライナに対してロシアは1500億ドルの融資や対ウクライナ向け天然ガス価格の30パーセント値下げなど巨額の経済支援を約束した。一方でウクライナ国民の間では対露接近に反対する市民が首都キーウを中心に大規模なデモを繰り返した。

### 2014年ヤヌコーヴィチ政権崩壊
2014年1月24日、デモ隊と警官隊が衝突し、警官隊に負傷者が出た。2月20日、キエフ市内で大規模な反政府デモが起こり、当局と衝突、2月20日までに77名の死者を出した。2月22日、ヴィクトル・ヤヌコーヴィチ大統領は、野党側が要求してきた大統領選挙の前倒しなどを宣言。危機回避の合意文書に野党側と署名した。一方でウクライナ最高会議は過激化したデモ隊の要求に応じてヤヌコーヴィチ大統領弾劾法案を可決し、さらに収監中のユーリヤ・ティモシェンコ元首相を釈放するための刑法改正案も可決した。
同日、デモ隊はキエフの政府庁舎を制圧。最高会議は大統領解任決議を可決し、ヤヌコーヴィチ政権は崩壊した。ヤヌコーヴィチ政権崩壊によりウクライナは東西分裂をもはらむ大きな局面を迎えることとなった。2月23日、ウクライナ最高会議は、ヤヌコーヴィチ政権が2012年に制定した「ロシア語公用語法」を撤廃、ウクライナ語のみを公用語とした。東部ウクライナはロシア語を母語とする住民、ロシア人が多いため、東部住民やロシアの反発が高まることが観測された。
ウクライナをめぐり欧米とロシアの駆け引きも活発化した。2月24日、ウクライナ大統領代行のオレクサンドル・トゥルチノフ最高会議議長は、キャサリン・アシュトン欧州連合外務・安全保障政策上級代表と会談。アシュトンはウクライナに支援の用意を表明した。また、アメリカ合衆国のジェイ・カーニーホワイトハウス報道官も米国が世界各国とウクライナの経済改革に必要な支援を行う用意があることを表明した。一方、ロシアは、2月23日、前年に合意した対ウクライナ支援の凍結を表明したが、翌24日に一転して支援の用意があることを表明した。また、同日、ドミートリー・メドヴェージェフ首相は、「ウクライナの新体制について正統性に大きな疑問がある」との見解を表明した。2月26日、ウラジーミル・プーチン大統領は、ウクライナ国境のロシア軍に対して演習のため出動を命令した。

### 2014年ロシアのクリミア侵攻
クリミア半島（クリミア自治共和国）では、暫定政権への移行に反対する親露派のデモが拡大し、各地でロシアへの帰属を求めるなど緊張が続いた。2月27日、クリミア自治共和国議会は、武装したロシア系住民が周囲を取り囲む中、ウクライナ大統領選挙が予定されている5月25日同日にウクライナへの帰属を問う住民投票を実施することを決定した。2月28日、シンフェロポリの空港がロシア系武装集団によって一時占拠される事件が起こる。インタファクス通信はロシア軍がセヴァストーポリの空港に配備されたと報じた。同日、政権崩壊後、所在が明らかになっていなかったヤヌコーヴィチは、ロシアのロストフ・ナ・ドヌーで会見し、大統領を辞任しないことを表明した。3月1日、ウクライナのアルセニー・ヤツェニュク首相は、クリミア半島におけるロシア軍の出動は駐留協定違反だと批判した。
3月1日、ロシアのプーチン大統領は、クリミア半島での軍事作戦ロシア連邦議会上院に提案し、上院は全会一致で軍事介入を承認した。3月1日、3月2日の両日、国連安全保障理事会では緊急会合が開かれ、ロシア軍の展開をめぐり、ウクライナのセルゲイエフ国連大使とロシアのヴィタリー・チュルキン国連大使の間で侵略か否かで応酬があった。
3月2日、ウクライナのトゥルチノフ大統領代行は、ウクライナ軍に対し総動員令を発し、予備役の招集開始を命じた。デニツァ外相はアメリカ合衆国、欧州連合（EU）、北大西洋条約機構（NATO）に対し、あらゆる防衛手段を検討するよう要請した。ヤツェニュク首相は、ロシアに対し軍を撤退させ、政治的対話に応じるよう求めた。一方、1日にウクライナ海軍総司令官に任命されたばかりのデニス・ベレゾフスキー提督が離反し、クリミア自治共和国に忠誠を誓ったと報じられた。
3月3日、インタファクス通信は、ロシア軍がウクライナ軍に対して3月4日午前5時（日本時間同日正午）までに降伏しなければ攻撃を開始するとの最後通告を出したと報じた。セヴァストーポリのロシア黒海艦隊司令部はこの報道を否定した。3日国連安保理事会緊急会合で、ウクライナのセルゲイエフ国連大使は、ロシア軍が2月24日以降、空路や海路で「兵員約1万6千人を投入した」と批判した。
3月4日、ロシアのプーチン大統領はロシアによるクリミアの実効支配が進んだことを受けて、記者会見で武力行使の可能性は消えたとしウクライナへの本格的な軍事介入とクリミア自治共和国のロシア連邦への編入を否定した。
3月6日、クリミア自治共和国最高会議は、クリミアをロシア連邦に編入するか否かを問う住民投票を当初予定していた3月30日から前倒しして、3月16日に実施することを決定した。最高会議はロシアのプーチン大統領に対してクリミアをロシアへの編入要求を全会一致で決議した。クリミア自治共和国のテミルガリエフ第一副首相は、7割以上の市民がロシアへの編入に賛成するとの見通しを述べた。ウクライナのヤツェニュク首相はクリミア自治共和国最高会議の決定は違法であり、住民投票に法的根拠が無いことを表明した。ロシアのプーチン大統領は安全保障会議でクリミア最高会議の要請を協議した。
3月7日、ウクライナのトゥルチノフ大統領代行は、クリミア自治共和国最高会議が決定したクリミアをロシア連邦に編入することを問う住民投票を無効とする大統領令を発布した。クリミア自治共和国最高会議議員団がモスクワを訪問し、コンスタンチノフ最高会議議長はロシア連邦議会上院のワレンチナ・マトヴィエンコ議長と会談し、住民投票時に国際監視団の招請を要請した。
マトヴィエンコ上院議長とセルゲイ・ナルイシキン下院議長は、16日予定の住民投票について全面的な支持を表明した。
3月7日夜、セヴァストーポリ近郊に駐屯するウクライナの防空部隊に対しロシア軍が投降を呼びかけたが、ウクライナ側は拒否した。
3月9日、ウクライナの首都・キエフでタラス・シェフチェンコ生誕200周年記念式典が行われた。各界要人らの演説では、南部クリミア半島でのロシアの実効支配への批判が目立ち、1万人超の参加者は時折、「プーチン（大統領の部隊は）出て行け」などと叫んで気勢を上げた。
3月10日、クリミア自治共和国バフチサライ近郊にあるウクライナ軍基地をロシア軍とみられる部隊が襲撃し、発砲したとインタファクス通信が伝えた。ウクライナ軍将兵に怪我人はないとも伝えている。クリミア自治共和国のセルゲイ・アクショーノフ首相は、3月16日の住民投票で独立が承認されれば、数か月以内にロシアとの統合を実現したいとの意向を示した。ウクライナのヤツェニュク首相は記者会見で、「クリミアで起きていることはロシアの責任で、ウクライナの一部であるクリミアでの住民投票を直ちにやめさせるべきだ」とロシアを非難した。
3月11日、クリミア自治共和国最高会議はクリミア自治共和国とセヴァストーポリ市のウクライナからの独立宣言を採択したと発表した。宣言では3月16日に実施する住民投票後、クリミア共和国としてウクライナから独立した後、ロシア連邦に編入されることが明記された。ヴィクトル・ヤヌコーヴィチ前大統領は、ロストフ・ナ・ドヌーで声明を出し、自分が正統なウクライナ大統領でありウクライナ軍最高司令官であるとし、新政権を批判した。
3月12日、クリミア自治共和国のアクショーノフ首相は、住民投票でクリミアがウクライナに帰属されるべきでないとの投票結果が示された場合は2ヵ月以内にロシアへ編入が可能との見解を発表した。ロシア連邦議会下院のレオニード・エドゥアルドヴィチ・スルツキー代議員は、住民投票に備え、ロシア軍がクリミア半島に部隊を送ったことを強く示唆した。主要7カ国（G7）はロシアに対し、クリミアを併合すれば国際法に違反すると強調し、ロシアが軍を撤退させ対話を開始しなければ制裁を強化すると警告した。ウクライナのヤツェニュク首相は訪問先のアメリカでバラク・オバマ大統領と会談。オバマ大統領はロシアへの編入を問うクリミアの住民投票を認めない方針を改めて強調した。
3月13日、ウクライナのイーホル・ハルチェンコ駐日大使は記者会見で「プーチン大統領はウクライナから出て行け!」と非難した。
ウクライナ保健省は、ドネツクで暫定政権支持派のデモに参加した22歳の男性が、親露派のデモ参加者に刺され死亡したことを発表した。ロシアによるクリミア半島の侵攻にともなう初めての死者である。さらに地元当局は衝突で16人が負傷し、うち13人は重傷と発表した。ウクライナのヤツェニュク首相は国連安全保障理事会緊急会合に出席し、ロシアのクリミア侵攻を批判した。同会合に出席したロシアのヴィタリー・チュルキン国連大使は、ロシア政府が戦争を求めていないことを述べつつ、ヤヌコーヴィチ大統領解任を憲法違反である批判し、クリミアの住民投票を擁護した。
3月14日、ハリコフで衝突があり、2人が死亡、5人が負傷したとロイター通信が伝えた。ウクライナのアバコフ内相は15日未明までに約30名を拘束し武器を押収した。
3月15日、国連安保理は公開会合を開き、ウクライナのロシアへ編入を求める住民投票を無効とする決議を審議し、ロシアが拒否権を発動し、決議は否決された。モスクワで、およそ5万人がロシアによるウクライナへの介入に抗議して市中心部を行進した。
3月18日、ロシアのプーチン大統領はロシア連邦議会上下両院議員や地方首長らを前にクレムリンで演説し、クリミア自治共和国のロシア連邦への併合を宣言した。ウクライナ政府は、クリミアのロシア編入を決して認めないと表明した。3月19日、ロシア連邦議会下院はクリミア編入条約を賛成多数、反対1で批准、3月21日、上院も編入条約を満場一致で批准した。
4月12日、親露派武装勢力がスラビャンスクの行政庁舎を占拠した。
4月13日、ウクライナのアヴァコフ内相は、スラビャンスクで治安当局者1人が死亡したと発表した。また、ロシア通信は、親露派の活動家1人が死亡したと伝えた。トゥルチノフ大統領代行は、ウクライナ国民に向けた演説で、スラビャンスクの行政庁舎を占拠している武装勢力が現地時間午前9時までに武装解除を行わければ「大規模な対テロ作戦を実施する」と発表した。
4月14日、トゥルチノフ大統領代行は、ウクライナ東部で施設を占拠している親露派武装勢力が現地時間午前9時（日本時間同日午後3時）の退去期限を守らなかったことを受け、同勢力が武装解除に応じなければ対テロ作戦の一環として軍も投入した強制排除に踏み切る方針を示した。

### 2021年 - 緊張の高まりとロシアのウクライナ侵攻
ロシアは2021年11月頃からウクライナとの国境沿いに9万4000人を超える軍隊を集結させ、緊張が高まった。ウクライナの国防相は、ロシアが来年1月末にも大規模な軍事攻撃を計画している恐れがあるとした。アメリカのジョー・バイデン大統領はロシアのプーチン大統領との電話会談で、ウクライナ侵攻に踏み切れば、甚大な経済的代償を払うと警告した。さらにアメリカはNATO各国とも電話会談を繰り返しており、侵攻が行われた場合の経済制裁について検討された（ロシアとドイツを結ぶ天然ガスパイプラインであるノルド・ストリームの停止など）。ロシアの行動の背景には、ウクライナがNATO加盟を目指していることへの反発がある。
2022年2月21日、ロシアは、「ドネツク人民共和国」と「ルガンスク人民共和国」の独立を承認した。2月22日、ウクライナのゼレンスキー大統領は、ロシアによる親ロシア派地域の独立承認を受け、ロシアとの国交断絶を検討していると述べた。
2022年2月24日、ロシア軍がウクライナへの侵攻（→2022年ロシアのウクライナ侵攻）を開始したことにより、ウクライナのゼレンスキー大統領はロシアとの断交を発表した。
2022年2月25日、ウクライナのゼレンスキー大統領が総動員令を発令。18歳から60歳までのすべてのウクライナ人男性が国を離れることを禁止することを発表した。
2022年2月27日、ウクライナはウクライナが自国領域内でジェノサイド行為をしているとするロシアの主張を虚偽であると主張してロシアを国際司法裁判所に提訴し、さらにロシアの軍事行動を即時停止する暫定措置を命じるよう要請した。3月16日、ICJは暫定措置に関するウクライナの要請をほぼ認め、ウクライナでの軍事行動を即時停止することなどを命じた暫定措置命令を下した。しかしロシアはこの暫定措置の順守を拒否している。2023年4月現在もこの裁判は係属中である。詳細は「集団殺害罪の防止及び処罰に関する条約の下における集団殺害の申し立て事件」を参照。

## 外交使節

### 在ウクライナロシア大使

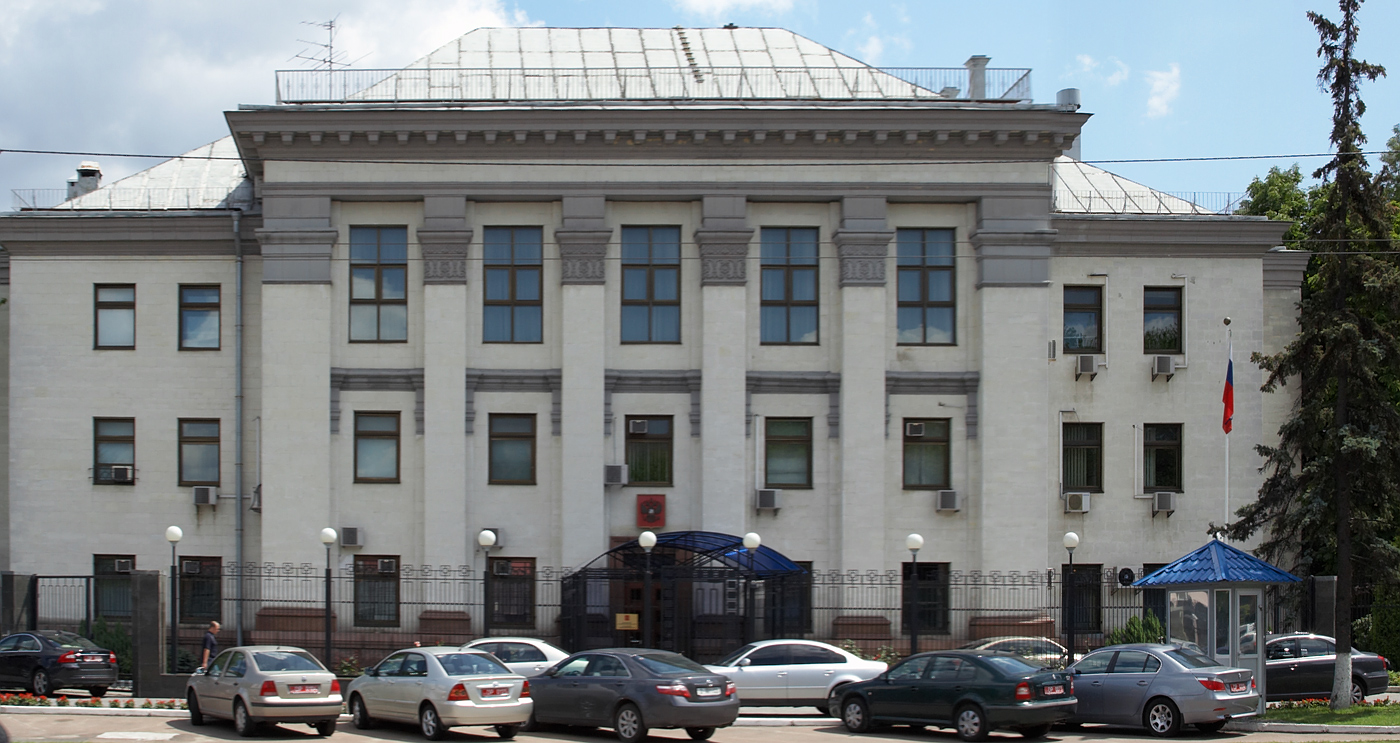
キエフにある在ウクライナロシア大使館

1. レオニード・ヤコヴレヴィチ・スモリャコフ（ロシア語版）（1992～1996年）
2. ユーリー・ヴラディーミロヴィチ・ドゥビニン（ロシア語版、英語版）（1996～1999年）
3. イヴァン・パヴロヴィチ・アボイモフ（ロシア語版、英語版）（1999～2001年）
4. ヴィクトル・チェルノムイルジン（2001～2009年）
  - （臨時代理大使）フセヴォロド・ヴラディーミロヴィチ・ロスクトフ（2009年）
5. ミハイル・ユーリエヴィチ・ズラボフ（2009～2016年）
  - （臨時代理大使）セルゲイ・ルヴォヴィチ・トロポフ（ロシア語版）（2016年）
  - （臨時代理大使）アレクサンドル・ペトロヴィッチ・ルカシック（ロシア語版）（2016～2022年）

### 在ロシアウクライナ大使

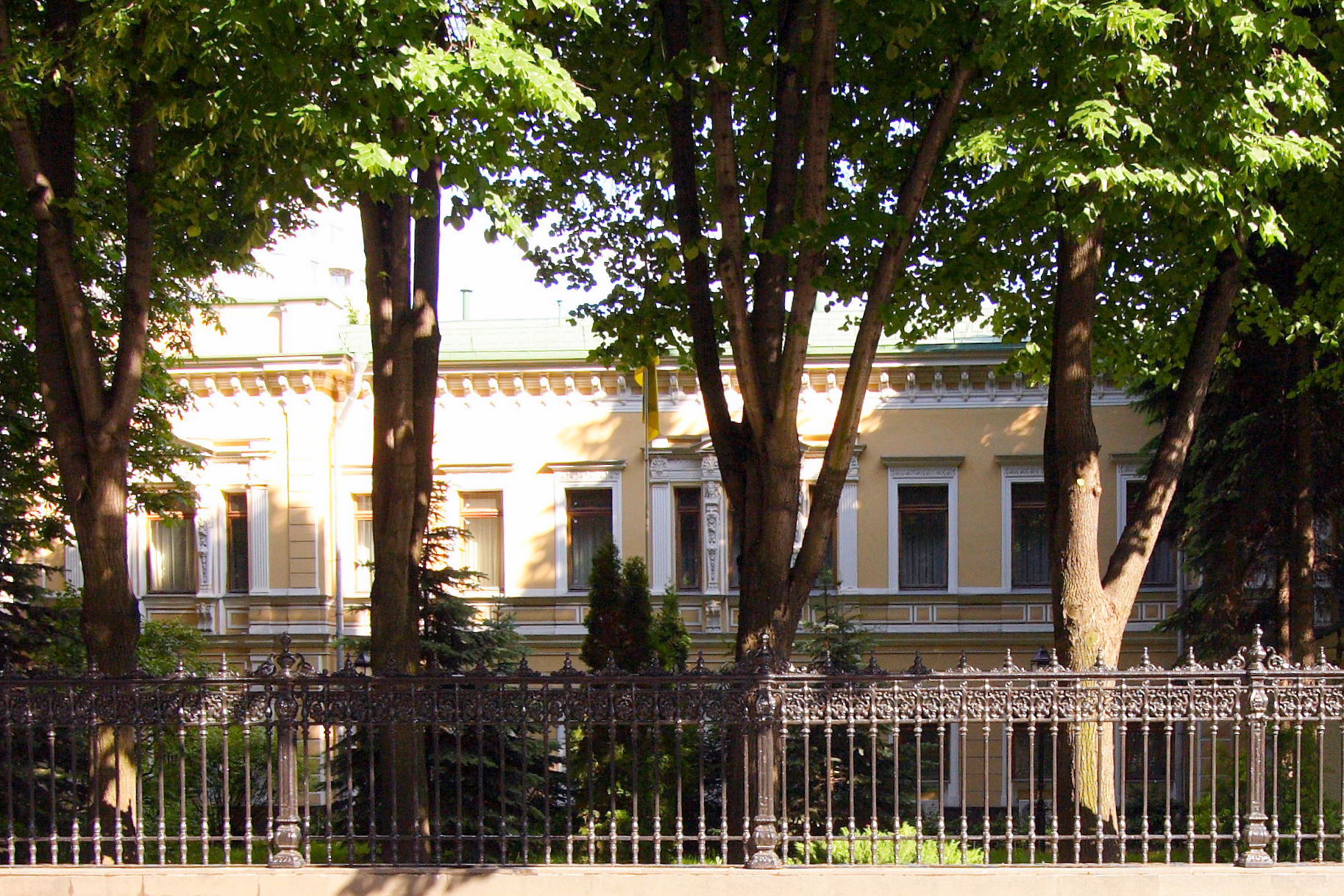
モスクワにある在ロシアウクライナ大使館